# Leucophanella banksii
Leucophanella banksii là một loài rêu trong họ Calymperaceae. Loài này được Müll. Hal. M. Fleisch. mô tả khoa học đầu tiên năm 1923.